# Macau (Río Grande del Norte)
Macau es un municipio brasileño en el estado de Rio Grande do Norte, localizado en la microrregión de Macau, en la Mesorregión Central Potiguar y en el Polo Costa Blanca. De acuerdo con el IBGE (Instituto Brasileño de Geografía y Estadística), en el año 2008 su población era estimada en 27.951 habitantes. Macau posee un área territorial de 788 km² y está localizada a 175 km de la capital del estado, Natal.
El municipio de Macau está en una región productora de sal marina (una de las principales del Brasil), petróleo y de pescados, siendo uno de los mayores productores nacionales de sardina. Macau es bastante conocida en la región por su carnaval, el que atrae visitantes de casi todo el estado del Río Grande del Norte.